# عثة التبغ
عثة التبغ أو ذبابة البطاطا الحلوة أو ذبابة القطن البيضاء أو ذبابة التبغ البيضاء هي حشرة تضر محاصيل زراعية كثيرة في دول عديدة حول العالم. تنتمي العثة إلى سلسلة الخنافس نصفيات الأجنحة، وإلى السلسلة الفرعية «المن» قصيات الخرطوم، ولعائلة عث التبغ (Aleurodiodea)، التي تعتبر ذات تطور جزئي أو ناقص. لهذه السلسلة الفرعية ينتمي أيضاً «المن الورقي», «البسيلا» وأنواع أخرى من «المن». تسبب هذه الحشرات مشاكل جديّة للمزارعين، فهي تمتص عصارة النبتة بواسطة أقسام أفواهها الثاقبة – الماصة.

## حول الحشرة
تم تمييز عثة التبغ أو باسمها اللاتيني (Bemisia tabaci، وبالإنجليزية: silverleaf whitefly) للمرة الأولى عام 1889 على يد الباحث اليوناني غيناديوس Gennadius، على نبتة عيد الميلاد بنت القنصل والمعروفة باسم Poinsettia. منذ ذلك الحين أصبحت عثة التبغ آفة صعبة وأساسية لمحاصيل زراعية كثيرة، التي من شأنها أن تسبب أضراراً اقتصادية كبيرةً، التي تقدر بمئات ملايين الدولارات كل عام.
يسود الاعتقاد أن أصل العثة هو منطقة البحر الأبيض المتوسط، ومنها انتشرت إلى مناطق أخرى في العالم.
ذكرٌ اولي لتأثير العثة على محاصيل الحقل والخضراوات في فلسطين الانتدابية في مطلع أربعينات القرن الماضي. في سنوات الخمسين والستين، تم استعمال الكثير من المبيدات الكيميائية من قِبل المزارعين، وفي أعقاب ذلك؛ طورت العثة صمودًا ومناعة ضد المبيدات الكيميائية، مما أدى إلى ارتفاع في نسبة انتشارها.

## أضرار حشرة عثة التبغ
1. إضعاف النبتة بسبب التغذية المباشرة للحشرة من عصارة النبتة. بعد هضم العصارة؛ تفرز العثة عصارةً حلوةً تحتوي على سكريات تجذب الفطر الأسود، والذي من شأنه أن يغطي الورقة بلون أسود مما يقلل من مساحة التركيب الضوئي.
2. نقل فيروسات صعبة تؤدي إلى خسارات كبيرة جداً في المحاصيل، مثل: فيروس اصفرار القمة النامية في البندورة (TYLCV)، فيروس انطواء الأوراق في الكوسا (SLCV)، فيروس الاصفرار والتقزُّم في البطيخ (WmCSV).
3. ضرر أساسي هو وجود العثة في محاصيل زراعية معدّة للتصدير، خصوصاً في التوابل والأزهار. هذا نابع من أن الدول التي تستورد هذه المنتوجات كدول الاتحاد الأوروبي وأمريكا تطلب منتوجاتٍ خاليةً تماماً من الآفة.

## طرق المكافحة
- إبادة كيميائية: لا زالت الطريقة الأكثر فعالية للقضاء على الحشرة لكن لها سلبياتها: 1.الاضرار بالبيئة، بالإنسان وبالكائنات الحية المفيدة في الزراعة. 2.انخفاض فعّالية المبيد بسبب تطوير مناعة وصمود في عشائر الحشرات.
- إبادة بيولوجية: استعمال أعداء طبيعيين ضد العثة، معروف اليوم عدوان طبيعيان للعثة:

1.الأول هو يعسوب الموندوس (Eretmocerus mundus) الحشرة البالغة تضع بيوضها في يرقات عثة التبغ لتفقس يرقات اليعسوب وتتغدى على يرقات عثة التبغ.
2.العدو الثاني: عنكبوت سبيرسكي Swirskii) Amblyseius) الذي يأكل بشكل طبيعي درجات مختلفة من يرقات عثة التبغ.
- إبادة فيزيائية وأجروتكنولوجية:

استعمال شباك ضد الحشرات، بناء مدخل مزدوج للدفيئة، تغطية التربة بنايلون أصفر- النايلون الأصفر يجذب الحشرات ويبيدها بسبب الحرارة العالية للتربة.
التهرب من العشائر الكبيرة للعثة بواسطه تنمية محاصيل في الفصول التي تكون العثة فيها غير نشطة، ولهذا  فهي لا تستطيع إنتاج أجيال كثيرة، لكن هذه الطريقة الفعّالة منوطة بتقليص الإنتاج الزراعي.